# Aníbal Capela
Aníbal Araújo Capela est un footballeur portugais né le 8 mai 1991 à Vila Verde. Il évolue au poste de défenseur.

## Biographie
Il commence le football dans le principal club de Braga, et devient rapidement un jeune prometteur du football portugais. Il évolue au poste de défenseur central, néanmoins il possède l'aptitude à jouer de chaque côté de la défense. Et porte rapidement le maillot de la seleção dans les diverses catégories jeunes.
Il fait ses débuts en première division lors de la saison 2010-2011 lors d'un match opposant le SC Braga au SC Beira-Mar, il n'a alors que 19 ans. Il devient dès lors un atout pour Braga pour les années à venir. Devenant l'avenir du club il lui est fait confiance et dispute un match complet en Ligue des Champions, phase de groupes, contre le Shakhtar Donetsk. Par la suite  il est prêté au FC Vizela, puis au SC Covilhã, avant de revenir dans son club natal et de jouer avec l'équipe réserve jusqu'en janvier 2013. La saison suivante une chance lui est ouverte grâce à un prêt au club de Moreirense, qui évolue en première division portugaise. En juin 2013, il est à nouveau prêté cette fois ci à l'Académica de Coimbra. Il prend rapidement ses marques et devient un des titulaires au poste de défenseur central. En février 2015, une fracture du péroné l'écarte des terrains durant de longs mois.

## Carrière
Arrêtées à l'issue de la saison 2014-2015
- 7 saisons en championnat de D.I , 48 matchs 2 buts.
- 2 saisons en championnat de D.II , 35 matchs 1 but.
- 1 saison en championnat de D.III , 10 matchs 0 but.

## Statistiques
Le tableau ci-dessous retrace la carrière d'Aníbal Capela.

| Saison                | Club                  | Championnat           | Championnat | Championnat | Coupe(s) nationale(s) | Coupe(s) nationale(s) | Compétition(s) continentale(s) | Compétition(s) continentale(s) | Compétition(s) continentale(s) | Sélection | Sélection | Sélection | Total | Total |
| Saison                | Club                  | Division              | M.          | B.          | M.                    | B.                    | Comp.                          | M.                             | B.                             | Équipe    | M.        | B.        | M.    | B.    |
| 2008-2009             | SC Braga              | Primeira Liga         | 0           | 0           | 0                     | 0                     | -                              | 0                              | 0                              | U-18      | 2         | 0         | 2     | 0     |
| 2009-2010             | SC Braga              | Primeira Liga         | 0           | 0           | 1                     | 0                     | -                              | 0                              | 0                              | U-19      | 8         | 0         | 9     | 0     |
| 2010-2011             | SC Braga              | Primeira Liga         | 1           | 0           | 0                     | 0                     | C1                             | 1                              | 0                              | U-19 U-20 | 1 3       | 0         | 5     | 0     |
| Sous-total            | Sous-total            | Sous-total            | 1           | 0           | 1                     | 0                     | -                              | 1                              | 0                              | -         | 14        | 0         | 17    | 0     |
| 2010-2011             | FC Vizela (prêt)      | D3                    | 10          | 0           | 0                     | 0                     | -                              | 0                              | 0                              | -         | 0         | 0         | 10    | 0     |
| Sous-total            | Sous-total            | Sous-total            | 10          | 0           | 0                     | 0                     | -                              | 0                              | 0                              | -         | 0         | 0         | 10    | 0     |
| 2011-2012             | SC Covilhã (prêt)     | Segunda Liga          | 22          | 0           | 3                     | 0                     | -                              | 0                              | 0                              | -         | -         | -         | 25    | 0     |
| Sous-total            | Sous-total            | Sous-total            | 22          | 0           | 3                     | 0                     | -                              | 0                              | 0                              | -         | 0         | 0         | 25    | 0     |
| 2012-2013             | SC Braga B            | Segunda Liga          | 13          | 1           | 0                     | 0                     | -                              | 0                              | 0                              | Espoirs   | 1         | 0         | 14    | 1     |
| Sous-total            | Sous-total            | Sous-total            | 13          | 1           | 0                     | 0                     | -                              | 0                              | 0                              | -         | 1         | 0         | 14    | 1     |
| 2012-2013             | Moreirense FC (prêt)  | Primeira Liga         | 14          | 2           | 0                     | 0                     | -                              | 0                              | 0                              | -         | 0         | 0         | 14    | 2     |
| Sous-total            | Sous-total            | Sous-total            | 14          | 2           | 0                     | 0                     | -                              | 0                              | 0                              | -         | 0         | 0         | 14    | 2     |
| 2013-2014             | Académica (prêt)      | Primeira Liga         | 18          | 0           | 3                     | 0                     | -                              | 0                              | 0                              | -         | 0         | 0         | 21    | 0     |
| 2014-2015             | Académica (prêt)      | Primeira Liga         | 15          | 0           | 4                     | 1                     | -                              | 0                              | 0                              | -         | -         | -         | 19    | 1     |
| Sous-total            | Sous-total            | Sous-total            | 33          | 0           | 7                     | 1                     | -                              | 0                              | 0                              | -         | 0         | 0         | 40    | 1     |
| 2015-2016             | Rio Ave FC            | Primeira Liga         | 11          | 0           | 2                     | 1                     | -                              | 0                              | 0                              | -         | 0         | 0         | 13    | 1     |
| 2016-2017             | Rio Ave FC            | Primeira Liga         | 0           | 0           | 0                     | 0                     | -                              | 0                              | 0                              | -         | 0         | 0         | 0     | 0     |
| Sous-total            | Sous-total            | Sous-total            | 11          | 0           | 2                     | 1                     | -                              | 0                              | 0                              | -         | 0         | 0         | 13    | 1     |
| Total sur la carrière | Total sur la carrière | Total sur la carrière | 104         | 3           | 14                    | 2                     | -                              | 1                              | 0                              |           | 15        | 0         | 134   | 5     |

Statistiques actualisées le 17/03/2016

### Coupes continentales
| Matchs | Date           | Stade                  | Adversaire       | Résultat | Minutes | Compétition                             | Buts | Tour             | Club     |
| ------ | -------------- | ---------------------- | ---------------- | -------- | ------- | --------------------------------------- | ---- | ---------------- | -------- |
| 1      | 8 octobre 2010 | Donbass Arena, Donetsk | Shakhtar Donetsk | 2 – 0    | 90 min  | Ligue des champions de l'UEFA 2010-2011 | 0    | Phase de groupes | SC Braga |

## Palmarès

### Honneurs
- Vice-champion du Championnat du Portugal de football 2009-2010, avec le SC Braga.